# Min min
|  | Denne artikel er oprettet af botten PalnaBot ud fra en ekstern database. Den kan derfor have sproglige fejl eller mangler. Denne skabelon kan fjernes efter kontrol af indholdet. |

Min min er en film instrueret af Kaspar Astrup Schröder.

## Handling
Storm er 2 år og skal være storebror inden længe. Indtil nu har mor og far fyldt hans verden med ham selv i centrum. Storm ved ikke hvad der venter, og bolden i mors mave ligner ikke en baby. Storm leger med sine klodser som han plejer og får stadig mors og fars udelte opmærksomhed. Så fødes lillebror og pludselig er der kommet noget i vejen. Storm reagerer og vil have sin mor, men hun er optaget af babyen. Storm bliver vred og i børnehaven kommer han op at slås og hjemme larmer lillebror. Alt er forandret og det er ikke let at dele sin mor med nogen. Langsomt begynder Storm alligevel at få øje for lillebror og han opdager at Lillebror kan bruges til noget. Storm bliver til sidst rigtig glad for ham og bliver til storebror.